# 데릭 리 닉슨

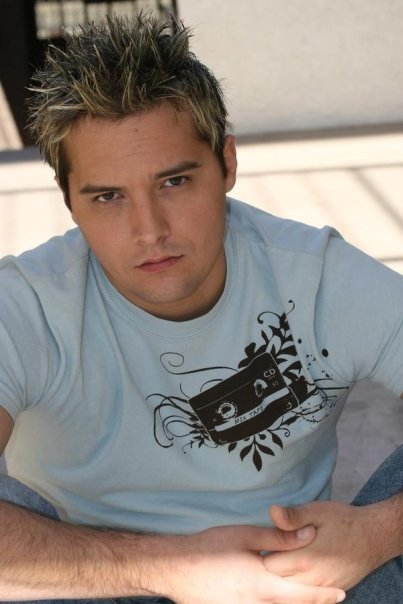

데릭 리 닉슨(Derek Lee Nixon, 1983년 4월 13일 ~ )은 미국의 배우, 영화 제작자이다.
샌 안토니오에서 태어났다.

## 출연 작품

### 영화
- 더 콘-테스트 (2018년) - 로건 역
- 돈 슬립 (2017년)
- 어 스키처프레닉 러브 스토리 (2014년) - 애셔 역
- 본보이즈 (2012년) - 베니 역
- 슈퍼내츄럴 액티비티 (2012년) - 데릭 리 닉슨 역
- 비 마이 티쳐 (2011년) - 에반 역
- 저크 이론 (2008, The Jerk Theory)
- 웬 인 로마 (2002년)